# U-992
U-992 – niemiecki okręt podwodny (U-Boot) typu VII C z okresu II wojny światowej. Okręt wszedł do służby w 1943 roku. Jedynym dowódcą był Oblt. Hans Falke.

## Historia
Wcielony do 5. Flotylli U-Bootów celem szkolenia załogi, od marca 1944 roku kolejno w 3., 11. i 13. Flotylli jako jednostka bojowa.
Odbył osiem patroli bojowych na Oceanie Arktycznym i Morzu Barentsa, podczas jednego z nich w Zatoce Kola uszkodził korwetę typu Castle HMS „Denbigh Castle” (1060 t) na tyle, że została ona uznana za straconą.
Poddany 9 maja 1945 roku w Narwiku (Norwegia). Przebazowany 19 maja 1945 roku do Loch Eriboll (Szkocja), a później do Loch Ryan (Szkocja). Zatopiony 16 grudnia 1945 roku podczas operacji Deadlight przez okręt podwodny HMS „Tantivy”.